# Референдум о независимости Туркменистана (1991)
Всенародный референдум о независимости Туркменистана состоялся 26 октября 1991 года.
Ещё 22 августа 1990 года, Верховный Совет Туркменской ССР по инициативе и давлению ряда национал-демократических сил, в том числе усилиями Народно-демократического движения «Агзыбирлик» официально принимал «Декларацию о государственном суверенитете Туркменской Советской Социалистической Республики», но Туркменская ССР в качестве одной из союзных республик фактически продолжал оставаться в составе СССР. Туркменистан оставался в составе Советского Союза и после «Августовского путча» в августе 1991 года, и даже после основной волны так называемого «Парада суверенитетов». Решение о проведении референдума в республике принималось Верховным Советом Туркменской ССР спешно — в первой половине октября 1991 года, уже по инициативе президента республики и параллельно первого секретаря ЦК республиканской КП Сапармурата Ниязова, которому из-за его негласной поддержки разгромленного ГКЧП угрожало реальное судебное преследование несмотря на то, что он в то время также являлся членом Политбюро ЦК КПСС. В качестве даты проведения референдума было выбрано 26 октября. К тому моменту, формально в составе СССР оставались лишь РСФСР, Казахская ССР и собственно Туркменская ССР, а остальные республики уже успели объявить о своей независимости и фактически выйти из состава Советского Союза.
Ближе к референдуму, по инициативе главы республики Сапармурата Ниязова и его соратников, на референдум помимо о вопросе о независимости страны, был включен также вопрос об определении дальнейшей внутренней и внешней политики страны. Таким образом, избирателям было нужно отметить два бюллетеня.
Согласно официальным данным республиканской ЦИК, явка избирателей на референдуме составила 97,38 %. За независимость страны проголосовало 94,06 %, против — 5,94 %. За новую внутреннюю и внешнюю политику страны проголосовало 93,50 %, против — 6,50 %.

## Результаты
| Да или нет                                                  | Голосов   | Процент   |
| ----------------------------------------------------------- | --------- | --------- |
| Да                                                          | 1 707 725 | 94,06 %   |
| Нет                                                         | 107 693   | 5,94 %    |
| Требуемое количество голосов                                | 50 %      | 50 %      |
| Всего голосов                                               | 1 815 418 | 100,00 %  |
| Явка                                                        | 97,38 %   | 97,38 %   |
| Электорат                                                   | 1 864 142 | 1 864 142 |
| Источник: https://www.sudd.ch/event.php?id=tm011991&lang=en |           |           |

| Да или нет                                                 | Голосов   | Процент   |
| ---------------------------------------------------------- | --------- | --------- |
| Да                                                         | 1 697 415 | 93,5 %    |
| Нет                                                        | 118 003   | 6,5 %     |
| Требуемое количество голосов                               | 50 %      | 50 %      |
| Всего голосов                                              | 1 815 418 | 100,00 %  |
| Явка                                                       | 97,38 %   | 97,38 %   |
| Электорат                                                  | 1 815 418 | 1 815 418 |
| Источник: http://www.sudd.ch/event.php?lang=en&id=tm021991 |           |           |